# Figulus scaritiformis
Figulus scaritiformis es una especie de coleóptero de la familia Lucanidae.

## Distribución geográfica
Habita en Vietnam, Malaya, Borneo y Nueva Guinea.